# Dendrelaphis striatus
Dendrelaphis striatus är en ormart som beskrevs av Cohn 1905. Dendrelaphis striatus ingår i släktet Dendrelaphis och familjen snokar. Inga underarter finns listade i Catalogue of Life.
Arten förekommer i Sydostasien på södra Malackahalvön, Borneo, Sumatra och på flera mindre öar i regionen. Den lever i låglandet upp till 400 meter över havet. Denna orm vistas i skogar som kan vara ursprungliga eller förändrade. Honor lägger ägg.
För beståndet är inga hot kända. IUCN kategoriserar arten globalt som livskraftig.